# 上伊福西公園

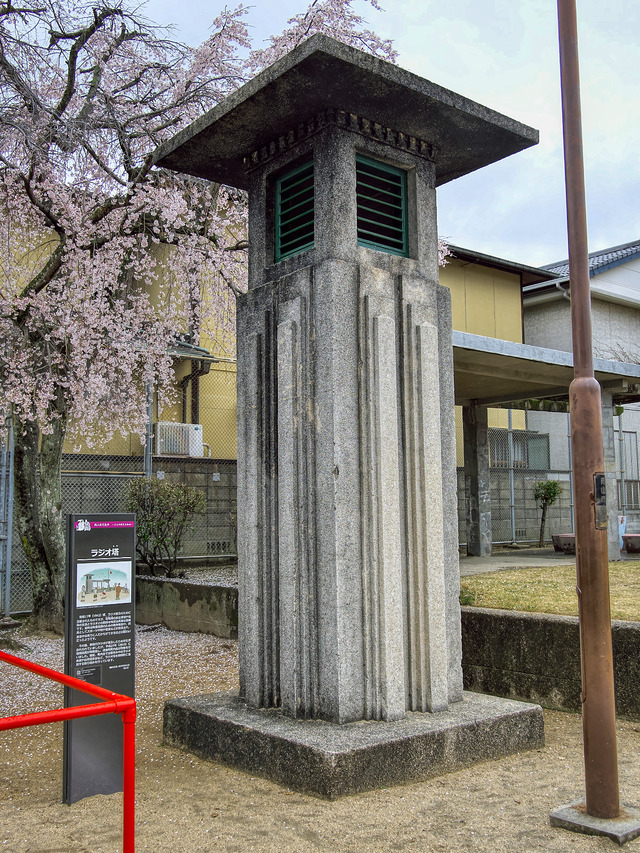
上伊福西公園のラジオ塔

上伊福西公園（かみいふくにしこうえん）は、岡山県岡山市北区津倉町に位置する公園。

## 概要
上伊福西公園は岡山県立岡山工業高等学校の南側にあり、園内にタコの像が置かれていることから「たこ公園」と呼ばれている。
現在設置されている遊具は、遊具の老朽化や危険性に伴って2020年（令和2年）にリニューアルされた。公園の中央付近に設置されていた、鎖やロープ、すべり台などを備えた遊具は、うんていやボルダリング壁、吊橋、飛石を備える複合遊具に変わり、砂場やコンクリート製だったすべり台も新しくされた。
園内には公衆便所がある。
公園内にはシダレザクラが植えられている。

### ラジオ塔
敷地内にはコンクリート製のラジオ塔が設置されている。ラジオ塔は1942年（昭和17年）頃、まだラジオが高価で一般家庭に普及していなかった時代に、ラジオ普及のために公園などの公共空間に設置したもので、ラジオ受信機を内部に収めている。当時は戦時中だったために戦争報告が放送されたり、スポーツ中継や音楽などが放送されたりした。しかし、その後家庭内ラジオが普及したためにラジオ塔の存在が忘れられるようになった。
この公園では、2015年（平成27年）に地域住民が再発見し、、2016年に町の町内会が修復をおこなって再び放送を受信可能となった。修復後のラジオ塔は夏休みのラジオ体操や一年に一度行われるお月見茶会など、町内会の行事で利用されている。